# Gornji stražnji nazupčani mišić
Gornji stražnji nazupčani mišić (lat. musculus serratus posterior superior) je mišić leđa, četverokutasta oblika. Mišić inerviraju međurebreni živci (1. – 5.). Mišić se nalazi ispod velikog rombastog mišića. Gornji stražnji nazupčani mišić pomože pri disanju (pomoćni udisač).

## Polazište i hvatište
Mišić polazi s vratnih i prsnih kralješaka (C6, C7, Th1, Th2), s lat. ligamentum nuchae i s lat. ligamentum supraspinale. Mišićne niti idu prema dolje i lateralno te se hvataju za rebra (2. – 5.).